# Let's Get Lost (film, 1997)
Pour les articles homonymes, voir Let's Get Lost.
Pour plus de détails, voir Fiche technique et Distribution.
Let's Get Lost est un film danois réalisé par Jonas Elmer, sorti en 1997.

## Fiche technique
- Titre français : Let's Get Lost
- Réalisation et scénario : Jonas Elmer
- Pays de production :  Danemark
- Format : Noir et blanc
- Genre : Film dramatique
- Durée : 96 minutes (1 h 36)
- Date de sortie :
  - Pologne : 19 septembre 1997

## Distribution
- Sidse Babett Knudsen : Julie
- Bjarne Henriksen : Mogens
- Nicolaj Kopernikus : Steffen
- Troels Lyby : Thomas
- Vera Gebuhr : Fru Rothstein